# سو كليفورد
سو كليفورد (بالإنجليزية: Sue Clifford)‏ هي محاضرة بريطانية، ولدت في 16 أبريل 1944.